# Stjepan Filipović
Stjepan Filipović (serb.-chorw. Stjepan «Stevo» Filipović / Стјепан «Стево» Филиповић, ur. 27 stycznia 1916, zm. 22 maja 1942) – jugosłowiański partyzant stracony podczas II wojny światowej. Stał się w swoim kraju symbolem antyhitlerowskiego ruchu oporu. Odznaczony pośmiertnie (14 grudnia 1949 roku) Orderem Narodowego Bohatera Jugosławii.

## Młodość
Filipović urodził się w Opuzenie należącym wówczas do Austro-Węgier.
Z wykształcenia ślusarz. W 1937 roku uczestniczył w demonstracjach i strajkach, za co w 1939 roku został skazany na rok więzienia. W 1940 roku wstąpił do Komunistycznej Partii Jugosławii. Od tego momentu Stjepan działał w strukturach partii w mieście Kragujevac. Po rozpoczęciu okupacji Jugosławii przez niemieckie wojska, przeniósł się do miasta Valjevo. Pomagał tam w założeniu nielegalnej rozgłośni radiowej i formowaniu pierwszych oddziałów partyzanckich.

## Partyzantka

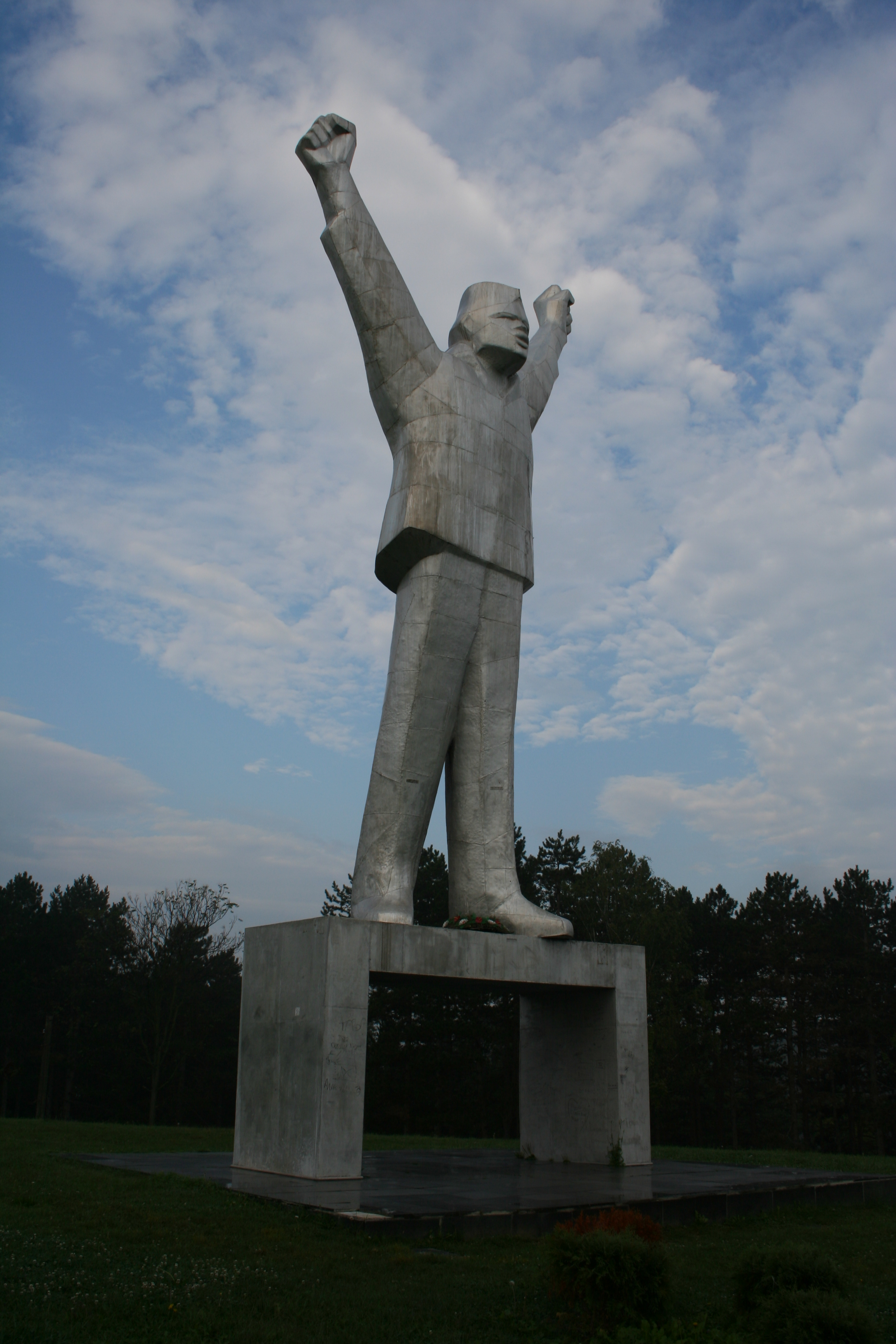
Pomnik Filipovića w mieście Valjevo

Nagrodzony przez Tito za akcje w mieście Lajkovac i Krupanj.

## Śmierć
24 lutego 1942 roku Filipović wpadł w zasadzkę urządzoną przez czetników. W czasie pojmania Filipović został ranny. Czetnicy przekazali go wojskom niemieckim w mieście Šabac, skąd został przetransportowany do Valjeva. Na egzekucję spędzono mieszkańców całej okolicy i to do nich Filipović skierował swoje ostatnie słowa. Chwilę przed śmiercią na szubienicy fotograf uchwycił Stjepana krzyczącego „Śmierć faszystom, wolność ludowi!”. Zawołanie to stało się hasłem jugosłowiańskiej koalicji antyfaszystowskiej.